# Championnat de Finlande de football 2020
Navigation
Saison précédente Saison suivante
La saison 2020 du Championnat de Finlande de football est la 90e édition de la première division finlandaise à poule unique, la Veikkausliiga. Les douze meilleurs clubs du pays sont regroupés au sein d'une poule unique où ils s'affrontent deux fois au cours de la saison régulière. 
Initialement, le championnat devait se scinder en deux, les six premiers jouant pour le titre, les six derniers pour la relégation, le premier de cette poule participant aux play-offs pour une place en Ligue Europa Conférence, le dernier du classement étant relégué et remplacé par le champion de deuxième division. L'avant-dernier joue un barrage aller et retour contre le deuxième de Ykkönen, le vainqueur reste ou monte en Veikkausliiga.
En raison de l'évolution de la pandémie de Covid-19, il est décidé de supprimer cette phase de play-offs, le championnat se concluant sur la phase régulière de 22 journées.
Le KuPS est le tenant du titre. 
Le HJK Helsinki remporte le titre lors de l'avant-dernière journée.  

## Participants
| \| FC Ilves HJK Helsinki SJK KuPS IFK Mariehamn FC Lahti Inter Turku TPS FC Haka RoPS FC Honka HIFK \| Localisation des clubs engagés dans le championnat. |
| FC Ilves HJK Helsinki SJK KuPS IFK Mariehamn FC Lahti Inter Turku TPS FC Haka RoPS FC Honka HIFK                                                           |

| Club                | Stade                   | Capacité | Ville       |
| ------------------- | ----------------------- | -------- | ----------- |
| IFK Mariehamn       | Wiklöf Holding Arena    | 4 000    | Mariehamn   |
| RoPS Rovaniemi      | Rovaniemen Keskuskenttä | 2 803    | Rovaniemi   |
| HJK Helsinki        | Sonera Stadium          | 10 700   | Helsinki    |
| SJK                 | Seinäjoen keskuskenttä  | 3 500    | Seinäjoki   |
| KPS                 | Magnum Areena           | 2 700    | Kuopio      |
| FC Honka            | Tapiolan Urheilupuisto  | 5 000    | Espoo       |
| FC Ilves            | Tammelan Stadion        | 5 040    | Tampere     |
| FC Inter Turku      | Veritas stadium         | 9 400    | Turku       |
| FC Haka             | Tehtaankenttä           | 6 400    | Valkeakoski |
| Football Club Lahti | Stade Lahti             | 15 000   | Lahti       |
| HIFK                | Sonera Stadium          | 10 700   | Helsinki    |
| TPS                 | Veritas Stadion         | 9 400    | Turku       |

## Compétition
Le barème utilisé pour établir le classement est le suivant :
- Victoire : 3 points
- Match nul : 1 point
- Défaite, forfait ou abandon : 0 point

| Rang | Équipe         | Pts | J  | G  | N  | P  | Bp | Bc | Diff |
| ---- | -------------- | --- | -- | -- | -- | -- | -- | -- | ---- |
| 1    | HJK Helsinki C | 48  | 22 | 14 | 6  | 2  | 53 | 17 | +36  |
| 2    | Inter Turku T  | 41  | 22 | 12 | 5  | 5  | 36 | 17 | +19  |
| 3    | KuPS           | 41  | 22 | 12 | 5  | 5  | 39 | 26 | +13  |
| 4    | FC Honka       | 37  | 22 | 9  | 10 | 3  | 26 | 17 | +9   |
| 5    | FC Ilves       | 36  | 22 | 10 | 6  | 6  | 37 | 29 | +8   |
| 6    | FC Lahti       | 32  | 22 | 8  | 8  | 6  | 33 | 30 | +3   |
| 7    | SJK            | 29  | 22 | 8  | 5  | 9  | 27 | 29 | -2   |
| 8    | HIFK Helsinki  | 28  | 22 | 8  | 4  | 10 | 29 | 33 | -4   |
| 9    | IFK Mariehamn  | 23  | 22 | 6  | 5  | 11 | 29 | 43 | -14  |
| 10   | FC Haka P      | 22  | 22 | 5  | 7  | 10 | 25 | 41 | -16  |
| 11   | TPS Turku P    | 21  | 22 | 6  | 3  | 13 | 23 | 39 | -16  |
| 12   | RoPS Rovaniemi | 5   | 22 | 1  | 2  | 19 | 15 | 51 | -36  |

|  | Qualification pour la Ligue des champions de l'UEFA 2021-2022                                      |
|  | Qualification pour la Ligue Europa Conférence 2021-2022                                            |
|  | Participation au barrage de promotion-relégation                                                   |
|  | Relégation directe en deuxième division                                                            |
|  | T : Tenant du titre C : Vainqueur de la Coupe de Finlande 2020 P : Club promu de deuxième division |

### Barrage de promotion-relégation
Le onzième de Veikkausliiga affronte le vice-champion de Ykkonen pour déterminer le dernier club participant au championnat de première division la saison suivante.
| Équipe 1  | Résultat | Équipe 2  | Aller | Retour |
| --------- | -------- | --------- | ----- | ------ |
| KTP Kotka | E 1 - 1  | TPS Turku | 0-0   | 1-1    |

## Bilan de la saison
| Championnat de Finlande de football 2020                            |                          |
| Champion                                                            | HJK Helsinki (30e titre) |
| Coupes et trophées                                                  |                          |
| Vainqueur de la Coupe de Finlande 2020                              | HJK Helsinki             |
| Qualifications continentales                                        |                          |
| Ligue des champions de l'UEFA 2021-2022 (1er tour de qualification) | HJK Helsinki             |
| Ligue Europa Conférence 2021-2022 (1er tour de qualification)       | Inter Turku              |
| Ligue Europa Conférence 2021-2022 (1er tour de qualification)       | KuPS                     |
| Ligue Europa Conférence 2021-2022 (1er tour de qualification)       | FC Honka                 |
| Promotions et relégations                                           |                          |
| Promus en Veikkausliiga                                             | AC Oulu                  |
| Promus en Veikkausliiga                                             | KTP Kotka                |
| Relégués en Ykkönen                                                 | RoPS Rovaniemi           |
| Relégués en Ykkönen                                                 | TPS Turku                |